# Noordbroek
Noordbroek est un village qui fait partie de la commune de Midden-Groningue dans la province néerlandaise de Groningue.
Noordbroek a été une commune indépendante jusqu'au 1er janvier 1965. Elle a fusionné avec Zuidbroek pour former la nouvelle commune de Oosterbroek.